# Berbalang
Los Berbalangs son criaturas míticas en la cultura filipina. Conforme a la mitología, tienen apariencia semejante a la humana. Sin embargo, se parecen a los personajes de los vampiros y tienen alas y ojos rasgados. Cavan tumbas para darse un festín con los cadáveres.
El siguiente relato de un encuentro con los Berbalang aparece en el libro de Rupert T. Gould, Oddities, publicado en 1928:
En la Revista de la Sociedad Asiática de Bengala de 1896, el Sr. Ethelbert Forbes Skertchley de Hong Kong informó la notable historia de los Berbalangs de Cagayan Sulu:
"En el centro de la isla hay un pequeño pueblo, cuyos habitantes no deben lealtad a ninguno de los dos jefes. Estas personas se llaman 'Berbalangs', y los cagayanos viven con un gran temor de ellos. Estos Berbalangs son una especie de ghouls, y se alimentan de carne humana de vez en cuando para sobrevivir. Siempre puedes identificarlos, porque las pupilas de sus ojos no son redondas, sino rendijas estrechas como las de un gato. Cavan las tumbas y se comen las entrañas de los cadáveres; pero en Cagayán la provisión es limitada, así que cuando sienten el ansia de comer carne humana se van a los pastizales y, habiéndose escondido cuidadosamente, contienen la respiración y caen en trance. Entonces sus cuerpos astrales son liberados. ... Se van volando, y al entrar en una casa se abren paso hacia el cuerpo de uno de los ocupantes y se alimentan de sus entrañas . ... La llegada de los Berbalangs se puede escuchar desde lejos, ya que hacen un gemido que es fuerte desde la distancia, pero se desvanece en un débil gemido cuando el ey enfoque. Cuando están cerca de ti, se puede escuchar el sonido de sus alas y las luces parpadeantes de sus ojos se pueden ver como luciérnagas danzantes en la oscuridad. Si eres el feliz poseedor de una perla de nuez de cacao, estás a salvo, pero de lo contrario, la única forma de vencerlos es golpearlos con un kris, cuya hoja se ha frotado con el jugo de una lima. Si ve las luces y escucha los gemidos frente a usted, gire rápido y haga un corte en la dirección opuesta. Los berbalangs siempre van por contrarios y nunca están donde parecen estar".
"La perla de nuez de cacao, una piedra como un ópalo que a veces se encuentra en la nuez de cacao, es el único encantamiento realmente eficaz contra sus ataques; y solo tiene valor para el que la encuentra, ya que sus poderes mágicos cesan cuando se regala. Cuando el buscador muere, la perla pierde su brillo y muere. El jugo de limas rociado sobre una tumba evitará que los Berbalangs entren en ella, por lo que todos los muertos son enterrados debajo o cerca de las casas, y las tumbas se rocían diariamente con jugo de limón fresco."